# Acmaeopleura rotunda
Acmaeopleura rotunda is een krabbensoort uit de familie van de Varunidae. De wetenschappelijke naam van de soort is voor het eerst geldig gepubliceerd in 1909 door Rathbun.